# Бонничи, Сара
Сара Бонничи (мальт. Sarah Bonnici; род. 30 мая 1998, Шаара, Гоцо) — мальтийская певица. Представила Мальту с песней «Loop» на музыкальном конкурсе «Евровидение-2024», который состоялся в 2024 году в Мальмё.

## Биография
Сара Бонничи родилась на острове Гоцо. Имеет степень магистра бухгалтерского учёта.
Её отец, Марсель Бонничи, является генеральным директором небоскреба Mercury Towers и футбольного клуба «Хамрун Спартанс».

## Карьера

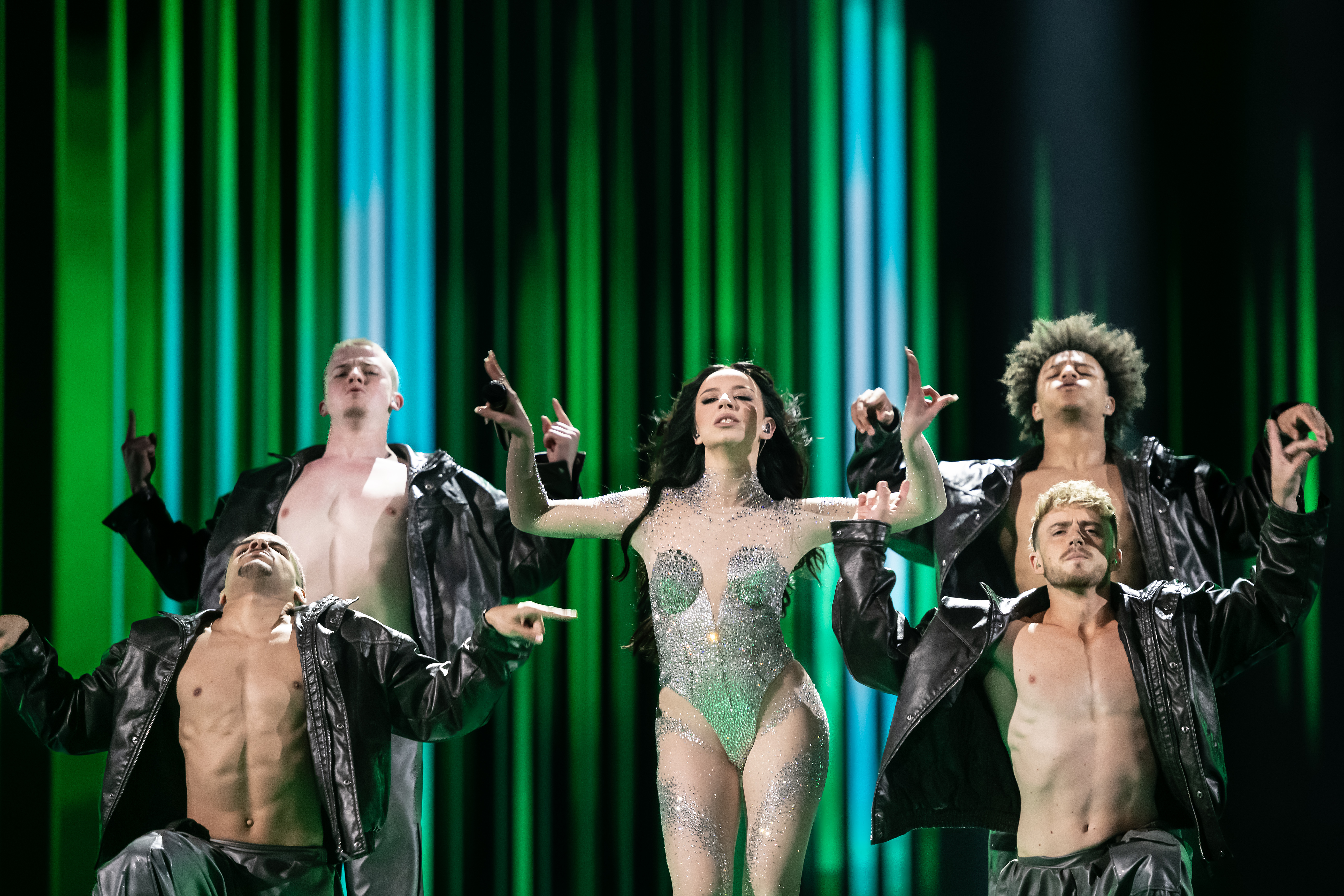
На «Евровидении-2024»

С детства наставницей Бонничи была Мириам Кристин. В 2009 году Сара принимала участие в отборе Мальты на Детское Евровидение с песней «The Mambo Song», где заняла третье место. В следующем году она победила на 4-м фестивале песни L-Għanja Tal-Maltin в своей возрастной группе с песней, написанной Мириам Кристин, и выиграла в номинации «Лучший голос». В 2010 году Бонничи снова участвовала в отборе Мальты на Детское Евровидение, где заняла 7 место с песней «Kitty Kitty Cat». Несмотря на проигрыш, Сара смогла присоединиться в качестве танцовщицы к представительнице Мальты Николь Аццопарди на Детском Евровидении 2010.
В подростковом возрасте Бонничи участвовала в нескольких международных песенных конкурсах за пределами Мальты, включая Trixie Festival в Болгарии, Carpathians Star Festival в Румынии и фестиваль Star to Born в Венгрии. Бонничи заняла первое место в своей категории на фестивале Ti Amo в Румынии, а также победила в номинации "Оригинальная песня" с песней «Vivrà ancora». На фестивале Kanzunetta Indipendenza победила в номинации «Новый талант» в 2012 году и в основной категории в 2018. Вскоре после этого Сара приняла участие в первом выпуске X Factor Malta.
Бонничи участвовала в отборе Мальты на Евровидении 2022 года с песней «Heaven», написанной Эйданом, и заняла 12 место в финале. 18 октября 2023 года она была объявлена участницей отбора на Евровидении 2024 года года с песней «Loop», а впоследствии выступила в первом полуфинальном шоу 27 октября. В конце ноября было объявлено, что Сара вышла в финал, который состоялся 3 февраля 2024. Певица победила в голосовании жюри и заняла первое место в общем зачете со 102 баллами, чем получила право представлять Мальту на Евровидении 2024 года в Мальмё, Швеция.